# なんちゃって恋愛
『なんちゃって恋愛』（なんちゃってれんあい）は、モーニング娘。の40枚目のシングル。2009年8月12日に発売された。

## 概要
前作「しょうがない 夢追い人」から3ヶ月ぶりのシングル。
デビューシングル「モーニングコーヒー」から40作連続でオリコン週間シングルチャートTOP10入り。これはSMAP（2006年10月23日付同チャートにて「ありがとう」で達成）に次ぐ史上2組目の記録。
発売に先駆け同年7月26日開催放送「FNS26時間テレビ・三輪車12時間耐久レース」で出場者にエールをおくるべく披露された。特に先輩メンバー・チームヘキサゴンの矢口真里に御手製のミサンガを作り応援した。
センターは高橋愛。メインボーカルは高橋愛、田中れいな、亀井絵里、新垣里沙、道重さゆみ、久住小春。
モーニング娘。初の1シングル4形態で発売された。40th記念盤のみカップリング曲が異なる（カップリング曲が複数あるシングルは「Memory 青春の光」以来。ただし、CD1枚に同時収録）
初回生産限定盤AはCD+DVD（Dance Shot Ver.）、初回生産限定盤BはCD+DVD（Close-up Ver. BLACK）、通常盤、40th記念盤はCDのみ。初回生産限定盤A、初回生産限定盤B、通常盤（初回仕様）、40th記念盤（初回プレス分）ともイベント抽選シリアルナンバーカードが封入。

## 規格品番

### 初回生産限定盤A
- CD：EPCE-5647
- DVD：EPCE-5648

### 初回生産限定盤B
- CD：EPCE-5649
- DVD：EPCE-5650

### 通常盤
- EPCE-5651

### 40th記念盤
- EPCE-5659

## 収録曲
全作詞・作曲：つんく

### 初回生産限定盤A・初回生産限定盤B・通常盤
1. なんちゃって恋愛
編曲：大久保薫
2. 秋麗
編曲：AKIRA
3. なんちゃって恋愛（Instrumental）

### 40th記念盤
1. なんちゃって恋愛
編曲：大久保薫
2. すべては愛の力
編曲：鈴木Daichi秀行
3. なんちゃって恋愛（Instrumental）

## 参加メンバー
- 5期：高橋愛、新垣里沙
- 6期：亀井絵里、道重さゆみ、田中れいな
- 7期：久住小春
- 8期：光井愛佳、ジュンジュン、リンリン

## 参加アーティスト
- 大久保薫 - キーボード&プログラミング（1）
- 弦一徹ストリングス - ストリングス（1）
- 高橋愛 - コーラス（1,2,40th 2）
- AKIRA - プログラミング、コーラス（2）
- 鎌田浩二 - ギター（2,40th 2）
- 新垣里沙 - コーラス（2）
- 亀井絵里 - コーラス（2,40th 2）
- つんく♂ - コーラス（2）
- 鈴木Daichi秀行 - プログラミング&ギター（40th 2）

## 収録アルバム
- ⑩ MY ME
- ベスト! モーニング娘。20th Anniversary